# 布魯斯尼齊亞
布魯斯尼齊亞（羅馬化：Brusnytsia），1946年前名爲巴爾比夫齊，是乌克兰西部切爾諾夫策州維日尼察區的村庄。布魯斯尼齊亞市鎮的行政中心。2024年人口2,088。

## 備注
1. ↑  烏克蘭語羅馬化：Barbivtsi